# PISD
PISD (англ. Phosphatidylserine decarboxylase) – білок, який кодується однойменним геном, розташованим у людей на короткому плечі 22-ї хромосоми. Довжина поліпептидного ланцюга білка становить 409 амінокислот, а молекулярна маса — 46 672.
| 10         |  | 20         |  | 30         |  | 40         |  | 50         |
| ---------- |  | ---------- |  | ---------- |  | ---------- |  | ---------- |
| MATSVGHRCL |  | GLLHGVAPWR |  | SSLHPCEITA |  | LSQSLQPLRK |  | LPFRAFRTDA |
| RKIHTAPART |  | MFLLRPLPIL |  | LVTGGGYAGY |  | RQYEKYRERE |  | LEKLGLEIPP |
| KLAGHWEVAL |  | YKSVPTRLLS |  | RAWGRLNQVE |  | LPHWLRRPVY |  | SLYIWTFGVN |
| MKEAAVEDLH |  | HYRNLSEFFR |  | RKLKPQARPV |  | CGLHSVISPS |  | DGRILNFGQV |
| KNCEVEQVKG |  | VTYSLESFLG |  | PRMCTEDLPF |  | PPAASCDSFK |  | NQLVTREGNE |
| LYHCVIYLAP |  | GDYHCFHSPT |  | DWTVSHRRHF |  | PGSLMSVNPG |  | MARWIKELFC |
| HNERVVLTGD |  | WKHGFFSLTA |  | VGATNVGSIR |  | IYFDRDLHTN |  | SPRHSKGSYN |
| DFSFVTHTNR |  | EGVPMRKGEH |  | LGEFNLGSTI |  | VLIFEAPKDF |  | NFQLKTGQKI |
| RFGEALGSL  |  |            |  |            |  |            |  |            |

A: Аланін

C: Цистеїн

D: Аспарагінова кислота

E: Глутамінова кислота

F: Фенілаланін

G: Гліцин

H: Гістидин

I: Ізолейцин

K: Лізин

L: Лейцин

M: Метіонін

N: Аспарагін

P: Пролін

Q: Глутамін

R: Аргінін

S: Серин

T: Треонін

V: Валін

W: Триптофан

Кодований геном білок за функціями належить до ліаз, декарбоксилаз. 
Задіяний у таких біологічних процесах, як метаболізм ліпідів, біосинтез ліпідів, альтернативний сплайсинг. 
Білок має сайт для зв'язування з молекулою піровиноградної кислоти. 
Локалізований у мембрані, мітохондрії, внутрішній мембрані мітохондрії.